# Павлова, Валентина Михайловна
Валентина Михайловна Павлова (26 июля (8) августа 1909 год — 2 ноября 1978, Казань) — советская театральная актриса и театральный деятель, народная артистка РСФСР (1970).

## Биография
Валентина Михайловна Павлова родилась 26 июля (8) августа 1909 года. В 1926 году окончила Тюменскую балетную студию. Сценическую деятельность начала в 1926 году в Шадринском театре. В 1927—1933 годах играла в театрах Кургана, Читы, Ачинска, Якутска, Красноярска. В 1933—1937 годах выступала в Амурском театре драмы в Благовещенске-на-Амуре; в 1937—1941 годах — в Уссурийском драматическом театре в Ворошилове (сейчас Уссурийск); в 1944—1948 годах — в Приморском драматическом театре во Владивостоке.
С 1948 года работала в Казанском большом драматическом театре сначала актрисой, а в 1966—1974 годах — директором театра. Была актрисой героической темы, обладала сильным драматическим темпераментом, играла также характерные и комедийные роли.
Умерла 2 ноября 1978 года.

## Награды и премии
- Народная артистка Татарской АССР (1956).
- Заслуженная артистка РСФСР (1957).
- Народная артистка РСФСР (1970).

## Работы в театре
- «Женитьба Фигаро» П. Бомарше — графиня Розина
- «Мария Тюдор» В. Гюго — Мария
- «Пигмалион» Б. Шоу — Элиза Дулитл
- «Филумена Мартурано» Э. Де Филиппо — Филумена
- «Царь Фёдор Иоаннович» А. К. Толстого — Ирина Фёдоровна
- «Горячее сердце» А. Н. Островского — Параша
- «Волки и овцы» А. Н. Островского — Глафира
- «Последняя жертва» А. Н. Островского — Юлия Тугина
- «Гроза» А. Н. Островского — Катерина
- «Живой труп» Л. Н. Толстого — Лиза
- «Три сестры» А. П. Чехова — Ольга, Маша
- «Анна Каренина» по Л. Н. Толстому — Анна
- «На дне» М. Горького — Настя
- «Враги» М. Горького — Татьяна
- «Старик» М. Горького — Софья Марковна
- «Ревизор» Н. Гоголя — Мария Антоновна
- «Левониха на орбите» А. Макаёнка — Лушка
- «Аристократы» Н. Погодина — Нинка
- «Семья» И. Ф. Попова — Мария Александровна Ульянова
- «Буре навстречу» Р. Ишмурта — Мария Александровна Ульянова
- «Каса маре» И. П. Друцэ — Василуца
- «Сердце не прощает» А. Софронова — Екатерина Топилина
- «Белое платье матери» Ш. Хусаинова — Мать

## Известные адреса
- Казань, улица Горького, дом 6а[1].